# Оберн (Алабама)
Оберн (енгл. Auburn) град је у америчкој савезној држави Алабама. По попису становништва из 2010. у њему је живело 53.380 становника.

## Демографија
Према попису становништва из 2010. у граду је живело 53.380 становника, што је 10.393 (24,2%) становника више него 2000. године.
|                   | 2010.           | 2000.           |
| Укупно            | 53 380 (100,0%) | 42 987 (100,0%) |
| Белци             | 39 255 (73,54%) | 33 188 (77,20%) |
| Афроамериканци    | 8 834 (16,55%)  | 7 217 (16,79%)  |
| Азијати           | 2 825 (5,292%)  | 1 422 (3,308%)  |
| Хиспаноамериканци | 1 551 (2,906%)  | 666 (1,549%)    |
| Остали            | 915 (1,714%)    | 494 (1,149%)    |